# Reinhard Joachim Wabnitz
Reinhard Joachim Wabnitz (* 18. Januar 1952 in Nürnberg) ist ein deutscher Rechtswissenschaftler und Hochschullehrer an der Hochschule RheinMain in Wiesbaden.

## Leben und Wirken
Wabnitz studierte Rechtswissenschaft, Politikwissenschaft, Soziologie und Wirtschaftswissenschaften an der Johannes Gutenberg-Universität Mainz und in Speyer. Nach den juristischen Staatsexamen wurde er 1980 zum Dr. phil. sowie 2005 an der Goethe-Universität Frankfurt am Main zum Dr. jur. promoviert. Er war in fünf Ministerien von Bund und Ländern tätig, als Ministerialdirektor von 1991 bis 1998 im Bundesministerium für Familie, Senioren, Frauen und Jugend. Im Jahr 2000 übernahm er die Professur für Rechtswissenschaften, insbesondere Familien-, Kinder- und Jugendhilferecht, am Fachbereich Sozialwesen der Hochschule RheinMain in Wiesbaden.
Wabnitz war und ist in zahlreichen ehren- und nebenamtlichen Funktionen engagiert, insbesondere in den Bereichen Kinder- und Jugendhilfe und Krankenhauswesen. Seit dem Jahr 2000 ist er Vorsitzender der Schiedsstelle Rheinland-Pfalz in Angelegenheiten der Kinder- und Jugendhilfe. Von 2010 bis 2013 war er Vorsitzender der unabhängigen Sachverständigenkommission für den 14. Kinder- und Jugendbericht der Bundesregierung, von 2016 bis 2019 Präsident der Hessischen Krankenhausgesellschaft. Seit 2002 ist er Mitglied und seit 2008 stellvertretender Vorsitzender im Aufsichtsrat des evangelisch-diakonischen Klinik- und Altenhilfeverbundes Agaplesion.
Wabnitz ist Autor von über 400 Wissenschaftlichen Abhandlungen, Fachveröffentlichungen und Rechtsgutachten überwiegend zum Kinder- und Jugendhilferecht.

## Veröffentlichungen (Auswahl)
- Politische Fragen, Rechtsfragen und  Sachfragen. Politikwissenschaftliche und normentheoretische Untersuchungen zur Entscheidungspraxis der Verwaltungsgerichte in der Bundesrepublik Deutschland. (Zugleich Diss. phil.), Lang Verlag, 1980, ISBN 3-8204-6117-5.
- Kinder- und Jugendhilfe im vereinten Deutschland. Kohlhammer Verlag, Stuttgart 1998, ISBN 3-17-015908-9.
- Recht der Finanzierung der Jugendarbeit und Jugendsozialarbeit. Ein Handbuch. Nomos Verlag, Baden-Baden 2003, ISBN 3-8329-0047-0.
- Rechtsansprüche gegenüber Trägern der öffentlichen Kinder- und Jugendhilfe nach dem Achten Buch Sozialgesetzbuch (SGB VIII). (Zugleich Diss. jur.) Arbeitsgemeinschaft für Kinder- und Jugendhilfe (AGJ), Berlin 2005, ISBN 3-922975-77-1.
- Grundkurs Kinder- und Jugendhilferecht für die Soziale Arbeit. 6. Auflage. München 2020, ISBN 978-3-8252-5384-4.
- Hessisches Kinder- und Jugendhilfegesetzbuch (HKJGB). Kommentar. 3. Auflage. Fachhochschulverlag Frankfurt am Main 2018, ISBN 978-3-947273-08-9.
- Neues Recht der Kindertagesförderung in Hessen. Ein Leitfaden. Fachhochschulverlag Frankfurt am Main, 2007, ISBN 978-3-940087-06-5.
- mit Gerhard Fieseler und Hans Schleicher (Hrsg.): Kinder- und Jugendhilferecht. Gemeinschaftskommentar zum SGB VIII (GK-SGB VIII). Drei Ordner Loseblatt, ab der  38. Aktualisierungslieferung 2010, ISBN 978-3-472-03165-9.
- 25 Jahre SGB VIII. Die Geschichte des Achten Buches Sozialgesetzbuch von 1990 bis 2015. AGJ, Berlin 2015, ISBN 978-3-943847-07-9.
- Grundkurs Bildungsrecht für Pädagogik und Soziale Arbeit. Reinhardt Verlag, München 2015, ISBN 978-3-8252-4350-0